# Negreum
Negreum is een geslacht van kevers uit de familie van de loopkevers (Carabidae). De wetenschappelijke naam van het geslacht werd voor het eerst geldig gepubliceerd in 1958 door Akinobu Habu.

## Soorten
Het geslacht Negreum omvat de volgende soorten:
- Negreum amagisanum Morita, 1994
- Negreum asakoae Morita, 1994
- Negreum bentonis (Bates, 1883)
- Negreum bicolore Morvan, 2006
- Negreum ehikoense (Habu, 1954)
- Negreum kulti (Jedlicka, 1940)
- Negreum lianzhouense Morvan & Tian, 2001
- Negreum morvani Laasalla, 1997
- Negreum mutator (Bates, 1883)
- Negreum nanlingense Morvan & Tian, 2001
- Negreum peliotes (Habu, 1974)
- Negreum qiongxiense Morvan & Tian, 2001
- Negreum rougemonti Morvan, 1998
- Negreum wangmini Morvan & Tian, 2001
- Negreum yasuii (Habu, 1974)